# Hotel (román)
Hotel je čtvrtý (třetí samostatný) román Arthura Haileyho, vydaný roku 1965. Byl to jeho průlomový úspěch, po němž se přestěhoval z Kanady do Kalifornie a navázal ještě úspěšnějším Letištěm. Děj popisuje pět dramatických dní v luxusním hotelu v New Orleansu a důkladně seznamuje s různými aspekty hotelového provozu a jeho profesemi. Jedním z témat je i soudobá rasová segregace.